# رامین طباطبایی
رامین احمدی طباطبایی رئیس پیشین فدراسیون بسکتبال ایران بوده‌است. او پیش از این قائم مقام ستاد ملی مبارزه با دوپینگ و مدیرکل دفتر استعدادیابی وزارت ورزش و جوانان بود.